# 神尾町
神尾町（かんのちょう）は、愛知県津島市の地名。

## 地理
津島市中央部に位置する。東は中一色町、西は元寺町・杁前町、南は中一色町、北は津島に接する。

## 歴史

### 人口の変遷
国勢調査による人口および世帯数の推移。
| 1995年（平成7年）  | 149世帯 536人 |  |
| 2000年（平成12年） | 149世帯 517人 |  |
| 2005年（平成17年） | 155世帯 485人 |  |
| 2010年（平成22年） | 151世帯 467人 |  |
| 2015年（平成27年） | 161世帯 456人 |  |

### 沿革
- 江戸時代には尾張国海東郡の尾張藩領佐屋代官所支配の神尾村として所在[1]。
- 1889年（明治22年） - 益和村大字神尾となる[1]。
- 1906年（明治39年） - 神守村大字神尾となる[1]。
- 1955年（昭和30年）1月1日 - 合併に伴い、津島市神尾町となる[1]。

## 交通
- 愛知県道115号津島七宝名古屋線[2]
- 西尾張中央道（愛知県道一宮蟹江線）[2]

## 施設
- 津島市立高台寺小学校[2]
- 神守南部保育園[2]
- 真宗大谷派伝往寺[2]
- 七所社[2]

### WEB
1. ↑  “愛知県津島市の町丁・字一覧”.   人口統計ラボ. 2023年3月12日閲覧。
2. ↑  総務省統計局 (2017年1月27日). “平成27年国勢調査の調査結果(e-Stat) - 男女別人口及び世帯数 －町丁・字等” (CSV). 2021年7月21日閲覧。
3. ↑  “愛知県津島市の郵便番号一覧”.   日本郵便. 2023年3月11日閲覧。
4. ↑  “市外局番の一覧” (PDF).   総務省 (2022年3月1日). 2022年3月22日閲覧。
5. ↑  総務省統計局 (2014年3月28日). “平成7年国勢調査の調査結果(e-Stat) - 男女別人口及び世帯数 －町丁・字等” (CSV). 2021年7月20日閲覧。
6. ↑  総務省統計局 (2014年5月30日). “平成12年国勢調査の調査結果(e-Stat) - 男女別人口及び世帯数 －町丁・字等” (CSV). 2021年7月20日閲覧。
7. ↑  総務省統計局 (2014年6月27日). “平成17年国勢調査の調査結果(e-Stat) - 男女別人口及び世帯数 －町丁・字等” (CSV). 2021年7月21日閲覧。
8. ↑  総務省統計局 (2012年1月20日). “平成22年国勢調査の調査結果(e-Stat) - 男女別人口及び世帯数 －町丁・字等” (CSV). 2021年7月21日閲覧。
9. ↑  総務省統計局 (2017年1月27日). “平成27年国勢調査の調査結果(e-Stat) - 男女別人口及び世帯数 －町丁・字等” (CSV). 2021年7月21日閲覧。

### 書籍
1. 1 2 3 4 5  「角川日本地名大辞典」編纂委員会 1989, p. 460.
2. 1 2 3 4 5 6 7 8  「角川日本地名大辞典」編纂委員会 1989, p. 1725.